# Uncleby
Uncleby – osada w Anglii, w hrabstwie East Riding of Yorkshire. Leży 42 km na północny zachód od miasta Hull i 283 km na północ od Londynu.